# Loudes

Loudes este o comună în departamentul Haute-Loire, Franța. În 2009 avea o populație de 869 de locuitori.